# Institut Max-Planck de physique des systèmes complexes
L'Institut Max-Planck de physique des systèmes complexes (MPI PSC) (en allemand Max-Planck-Institut für Physik komplexer Systeme) est un institut de recherche extra-universitaire dépendant de la Société Max-Planck situé à Dresde. L'institut fait principalement de la recherche fondamentale dans les domaines des sciences de la nature et de la physique théorique, spécialement dans la théorie de la complexité et la systémique.

## Histoire
La fondation du MPI PSC est décidée par l'assemblée de la Société Max-Planck en novembre 1992. En raison de l'environnement scientifique favorable et d'excellentes liaisons de transport, Dresde a été choisi comme site pour le nouvel institut. En janvier 1994, les premiers travaux se font dans des locaux provisoires.

## Recherches
L'institut s'intéresse à la physique des systèmes complexes de la physique classique à la physique quantique dans des trois domaines principaux qui font l'objet de trois départements :
- En physique quantique, le département "corrélations électroniques" étudie la matière condensée.
- Avec les méthodes semi-classiques, le département "Systèmes finis" étudie des phénomènes non linéaires dans la dynamique des atomes, des molécules ou des clusters.
- En physique classique, le département "Biophysique" se consacre par la physique statistique à des études de biologie.

D'autres groupes de travail soutiennent et font le lien entre ces sujets tels que l'analyse des séries chronologiques non linéaires, les champs laser, la physique du système olfactif, les systèmes moteurs et les effets de plusieurs corps dans les systèmes mésoscopiques.
Par ailleurs, l'institut organise un vaste programme de séminaire et un atelier dans le but de trouver de nouvelles directions de recherche et de rendre visible la prochaine génération de scientifiques plus rapidement qu'auparavant.
L'institut est dirigé par Frank Jülich, Roderich Moessner et Jan-Michael Rost (directeur exécutif).
Fin 2007, l'institut comprend 91 employés dont 19 scientifiques et 45 jeunes chercheurs.

## International Max Planck Research School (IMPRS)
Le MPI PSC participe à l'International Max Planck Research School for Dynamical Processes in Atoms, Molecules and Solids. L'IMPRS est un programme de doctorat en anglais qui permet une promotion structurée. Les autres partenaires de cet IMPRS sont l'Institut Max-Planck de physico-chimie des matériaux solides et l'université technique de Dresde.